# Mario Siciliano
Mario Siciliano (* 1925 in Rom; † 1987 ebenda) war ein italienischer Regisseur, Drehbuchautor und Produzent.

## Leben
Siciliano gründete 1962 die Produktionsgesellschaft Metheus Film, die zahlreiche Filme abenteuerlichen und Action-orientierten Inhaltes finanzierte. Den kommerziell erfolgreichsten Film produzierte er wenig später mit dem religiös beeinflussten Rachewestern Sartana.
Bei seinen eigenen Regiearbeiten wurden ihm anfangs technisches Geschick und interessante Figurenkonstellationen attestiert; mit der Zeit wurden die Budgets schmaler und die Regieführung unkenntlicher, zudem widmete er sich ab 1980 zunehmend dem Pornofilm. Nur noch einmal, mit Tag des Söldners, kehrte er zum Actionfilm zurück.
Siciliano trug bei einigen seiner Filme die Pseudonyme Luca Degli (Delli) Azzeri, Lee Castle und Marlon Sirko.

## Filmografie (Auswahl)

### Regie
- 1968: Sieben dreckige Teufel (Sette baschi rossi)
- 1968: Schweinehunde beten nicht (I vigliacchi non pregano)
- 1970: Sieben vor Marsa Matruh (I sette di Marsa Matruh)
- 1971: Die Löwen von Petersburg (Leoni di Petersburgo)
- 1972: Ein Hosianna für zwei Halunken (Trinità e Sartana figli di…)
- 1972: 100 Fäuste und ein Vaterunser (Alleluja e Sartana figli di… Dio)
- 1974: Blutige Magie (Malocchio)
- 1975: Eine Jungfrau in Blue Jeans (Una vergine in famiglia)
- 1976: Schlitzohren im Manöver (La campagnola bella)
- 1977: Stacco (Quel pomeriggio maledetto)
- 1978: Häutet sie lebend – Unternehmen Wildgänse (Scorticateli vivi)
- 1981: Bettgeknister – Sexgeflüster (Porno lui erotica lei)
- 1983: Der Tag des Söldners (Rolf)

### Drehbuch
- 1966: Agent 505 – Todesfalle Beirut
- 1966: Bel Ami 2000 oder Wie verführt man einen Playboy
- 1968: Sie nannten ihn King (Caccia ai violenti) – Regie: Nino Scolaro, Sandy Howard

### Produzent
- 1964: Das Geheimnis der chinesischen Nelke
- 1964: Die Goldsucher von Arkansas
- 1964: I magnifici Brutos del West
- 1965: Die letzten Drei der Albatros
- 1965: Die schwarzen Adler von Santa Fe – Regie: Ernst Hofbauer
- 1966: Django – Die Geier stehen Schlange (Sette dollari sul rosso)
- 1966: Kommissar X – Jagd auf Unbekannt (Dodici donne d'oro)
- 1966: Agent 505 – Todesfalle Beirut
- 1966: Sartana (Mille dollari sul nero)
- 1968: Sie nannten ihn King (Caccia ai violenti) – Regie: Nino Scolaro
- 1986: Das Geheimnis des verschollenen Grabmals (Meglio baciare un cobra) – Regie: Massimo Pirri